# James Alexander Mac May
James Alexander Mac May (Paramaribo, 10 november 1889 – 11 augustus 1973) was een Surinaams landbouwer, drukker en politicus.
Hij werd geboren als zoon van Pieter Alexander May (1866-1948) en Maria Anthoinette van Thol (1867-1944). Zijn vader is lid geweest van de Koloniale Staten (later hernoemd tot de Staten van Suriname) maar schreef ook als journalist in de krant 'Suriname' en later in de door hem opgerichte krant 'De Banier van Waarheid en Recht'.
Zelf werd hij, ondanks dat hij scheikunde gestudeerd heeft, eigenaar-directeur van de plantage Lust en Rust. Verder was hij zonder succes een kandidaat bij de verkiezingen van 1938, 1942 en 1946 waarbij tien Statenleden verkozen werden. Bij de verkiezingen van 1951 was hij kandidaat voor de Nationale Partij Suriname (NPS) en dit keer was hij een van de 21 verkozen parlementsleden. Mac May is daar enige tijd ondervoorzitter geweest maar vier jaar later trok hij zich terug uit de politiek. Na het overlijden van zijn vader heeft hij de exploitatie van diens drukkerij (Eben Haëzer) voortgezet. Hij overleed in 1973 op 83-jarige leeftijd en werd begraven op de plantage Lust en Rust.
Hoewel zijn achternaam May was, werd hij in de media vaak aangeduid als J.A. Mac May.